# Renault 8
Em Junho de 1962 a Renault apresentou o Renault 8. Este foi um modelo baseado no Renault Dauphine (modelo este que já derivava do Renault 4CV). Isto significa que o Renault 8 tinha o mesmo chassis que o Dauphine, com motor traseiro, um pequeno passo atrás se considerarmos que o R4 com motor dianteiro e corpo "hatchback" tinha sido lançado um ano antes. Mas mesmo assim este modelo tornou-se muito popular, tal como o Simca 1000, introduzido em 1961, que se tornaria o grande rival do Reault 8.
Eles foram produzidos em Bulgária até 1970 (ver Bulgarrenault), e uma versão adaptada do Renault 8 continuou a ser produzida na Espanha até 1976. Na Romênia, uma versão do 8 foi produzida sob licença entre 1968 e 1971 como Dacia 1100. No total foram construídos 37.546 Dacia 1100.
O design 8 parece muito semelhante ao Alfa Romeo protótipo de tração dianteira   tipo 103  (1960), porque Alfa Romeo e Renault tinham uma relação comercial na década de 1950 e década de 1960. Renault estava comercializando carros da Alfa Romeo e Alfa Romeo estava construindo Renault Dauphine (1959 – 1964), Ondine (uma versão de mercado da Dauphine) (1961 – 1962) e R4 (1962 – 1964) sob licença em Itália. No total, 70.502 Dauphine / Ondine e 41.809 R4 foram construídos pela Alfa Romeo.
Também serviu de base para o maior Renault 10, lançado em 1965.

## Características

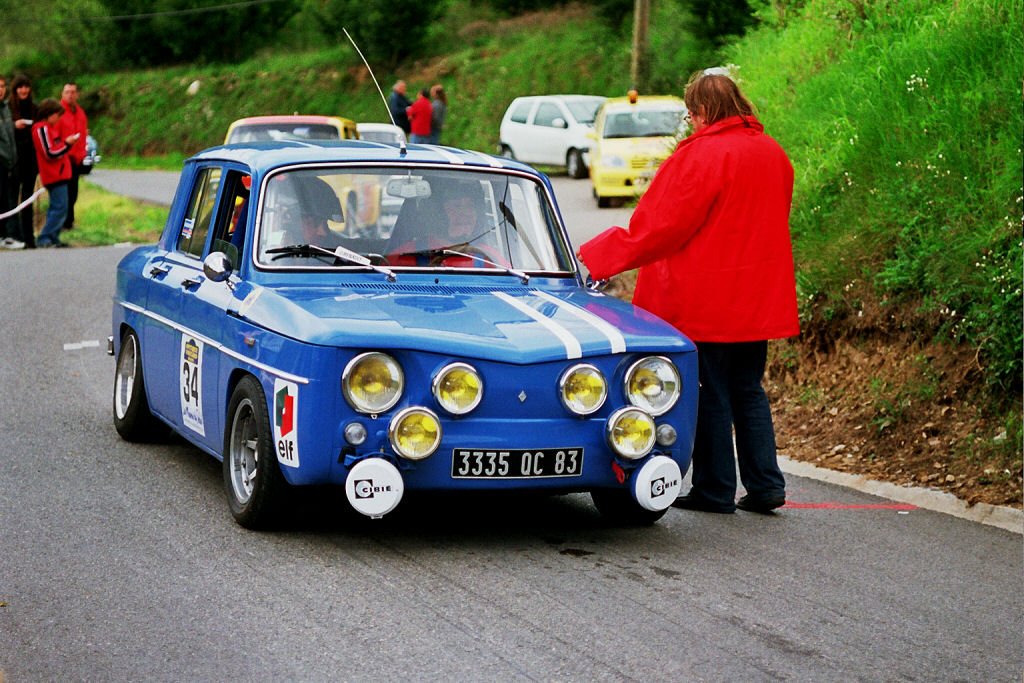
Renault 8 Gordini

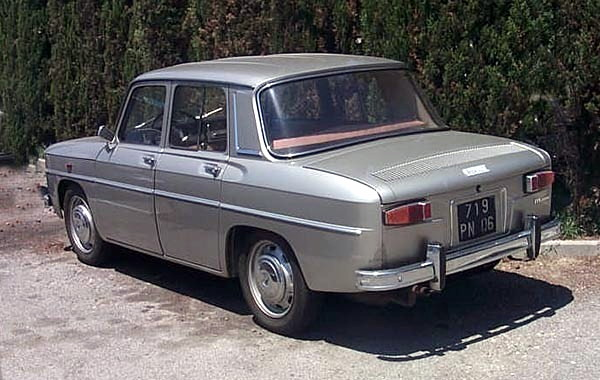
Renault 8

Ao contrário do Dauphine, que tinha um corpo muito arredondado, o Renault 8 tinha um design muito angular. O carro tinha, como a maior parte dos modelos franceses, quatro portas. Com este corpo o Renault 8 tinha uma aparéncia bastante moderna.
O Renault 8 recebeu um motor novo, com 956 cm³ e 44 CV de potência. Este motor era fabricado em Cléon (Norte de França), e consequentemente estes motores são denominados de «Cléon». Era um motor moderno, com cinco rolamentos principais, cabeça de motor em liga metálica, camisas de piston lubrificadas, e um sistema de refrigeração selado e pressurizado. Este sistema tinha tido a sua estreia num automóvel um ano antes, no R4. O Renault 8 tinha discos de travão nas rodas da frente e de trás, uma novidade naqueles dias. Podia-se optar com uma caixa de 3 velocidades, de série, ou uma de 4 velocidades, opcional. A maior parte destas inovações técnicas, foram introduzidas uns meses antes no renovado modelo Floride - Caravelle.
Em 1964 o novo modelo foi apresentado, o Renault 8 Major. Este carro tinha um motor maior, com 1108 cm³ e 50 CV, e caixa de 4 velocidades de série. Este modelo estava melhor equipado que o Renault 8 normal: detalhes cromados no exterior, pneus de perfil branco, chão do carro revestido em tecido, bancos forrados em vinil com as as costas ajustáveis, descansos para os braços nos lugares da frente, cinzeiros atrás, tapetes em alcatifa e luz no espelho interior.
Outra novidade em 1964 foi o Renault 8 Gordini. Este carro tinha o mesmo motor de 1108 cm³, mas com 90 CV. Este carro tinha a suspensão um pouco rebaixada. O Renault 8 Gordini foi apenas fornecido em azul (a cor Francesa de corridas), com duas riscas brancas no cappot, tejadilho e traseira.
Em 1965 foi disponibilizada em caixa de velocidades eléctrica. Esta era a caixa de série de 3 velocidades, agora comandada electricamente através de botões no painel.
Em 1967 o Renault 8 Gordini recebeu um motor de 1255 cm³, com 103 CV. O carro também recebeu dois faróis extra, bem como uma caixa de 5 velocidades.
Em 1968 uma nova versão do Renault 8 foi apresentada, o Renault 8S. Esta foi uma versão mais desportiva do Renault 8, com um motor mais potente de 60 CV e 1108 cm³. Este modelo só estava disponível em amarelo, e também tinha os dois faróis extra. O conta-rotações foi inserido e fornecido de série.
A produção do Renault 8 Gordini acabou em 1970, em 1971 chegou o fim da produção do Renault 8S. O ultimo Renault 8 foi vendido em 1973. A produção continuou apenas na Espanha mas por poucos anos. Os últimos Renault 8 tinham para-choques novos e luzes traseiras maiores, bem como tambores de disco nas rodas traseiras.
No total 1,3 milhões de Renault 8 foram construídos. O Gordini 1108 chegou às 2.626 unidades, e o Renault 8 Gordini 1255 às 8.981.